# 桑原英子
桑原 英子（くわはら えいこ、1953年 - ）は、日本の声楽家。

## 経歴
山口県宇部市出身。国立音楽大学首席卒業後、声楽家として活動し武岡賞を受賞する。三隅洋子、田島好一、渡辺高之助、疋田生次郎に師事し、国立ミラノ音楽院に留学した。

イタリアに於いてマリア・カラスの師であるエルヴィラ・デ・イダルゴのもとでベルカント唱法を学ぶ。イタリアのカリアリや北京でのコンサートに出演し、東京ではイイノホール、紀尾井ホール、日本大学カザルスホールでリサイタルを開いた。CDでは「溝上日出夫歌曲集」「中原中也生誕90年・没後60年メモリアル復活・スルヤ演奏会'97」をリリースした。
日本各地にてリサイタルを開き、1989年（平成元年）3月には北京でリサイタルを開く。また、同年7月、カリアリで日本歌曲によるコンサートを、1991年（平成3年）にはピョンヤンでリサイタルを開いた。1996年（平成8年）に溝上日出夫歌曲集CD録音及び完成コンサートで演奏、同年ホセ・カレーラスの伴奏者ロレンツォ・バヴァーイをイタリアより招聘、ジョイントリサイタルを開き好評を博した。

## 審査員・会員歴
- イタリア声楽コンコルソ審査員
- 日本クラシック音楽コンクール審査員
- 二期会会員

## 主な受賞歴
- 1974年 - 第5回イタリア声楽コンコルソ 第1位ミラノ大賞受賞（国立音楽大学3年在学時）
- 1980年 - 第49回日本音楽コンクール声楽部門 第2位

## 主な演奏歴

### オペラ
- 『魔笛』『夜の女王』- パミーナ
- 『ランメルムールのルチア』- ルチア
- 『リゴレット』- ジルダ
- 『ラ・ポエーム』- ムゼッタ
- 『ナクソス島のアリアドネ』- ツェルビネッタ

### コンサート（独唱）
- 『戴冠ミサ』『レクィエム』『荘厳ミサ』- モーツァルト
- 『第九交響曲』- ベートーヴェン
- 『ミサ曲』- メンデルスゾーン
- 『カルミナ, ブラーナ』- オルフ
- 『ソラネル』- グノー
- 『グローリア』『スタバトマーテル』- プーランク
- 『レクィエム』- フォーレ